# Alfred Lubelski
Pour les articles homonymes, voir Lubelski.
Alfred Lubelski, né le 19 mai 1880 à Varsovie et mort le 11 janvier 1923 dans le 15e arrondissement de Paris est un médecin, compositeur, artiste de cabaret et chanteur polonais.

## Biographie
Fils de Henry et Francoise Solcberg. Il est le frère ainé de l'illustre sculpteur polonais, Mieczysław Lubelski.
Il étudie la médecine à Berlin et à Paris et se spécialise en dermatologie.
En 1908, de retour à Varsovie, il s'engage dans une troupe théâtre pour laquelle il sera le chef d'orchestre. Il travaille ainsi en 1910 avec Arnold Szyfman.

Il est parmi des chanteurs les plus en vogue à Varsovie au début du XXe siècle.
Il est l'interprète de Dymek z papierosa, une adaptation de la chanson française Comme une cigarette de Gustave Goublier et Félix Mayol.
En 1914 il se lance dans le cinéma comme acteur.
Il est en France lorsque éclate la Première Guerre mondiale et se met au service à l'hôpital installé dans l'École Breguet de Paris.
Il vit avec son épouse, Regina Kaufman, à son domicile situé rue François-Coppée, à Paris, où il meurt le 11 janvier 1923.